# Nico Carrera
Juan Nicolás Carrera Zarzar (Pachuca de Soto, Hidalgo, 6 de mayo de 2002), conocido deportivamente como Nico Carrera, es un futbolista mexicano que se desempeña como defensa central en el Atlante F.C. de la Liga de Expansión MX de México.

## Trayectoria
Después de una carrera juvenil que comenzó con el Club de Fútbol Pachuca y el Football Club Dallas, Carrera hizo su debut en un club profesional con el North Texas Soccer Club en la USL League One en 2019. En julio de 2020, firmó con el Kiel sub-19.

## Selección nacional
A nivel internacional, Carrera jugó para México en el nivel sub-17 antes de obtener la nacionalidad estadounidense y unirse a la lista de Estados Unidos para la Copa Mundial de Fútbol Sub-17 de 2019.

## Palmarés

### Campeonatos nacionales
| Título           | Equipo | País   | Año  |
| ---------------- | ------ | ------ | ---- |
| Primera División | Toluca | México | 2025 |